# 春日津摩伎
春日 津摩伎（かすが の つまき、生没年不詳）は、古墳時代の豪族。姓は臣。津摩伎臣とも表記される。